# Conorbis
Conorbis is een geslacht van uitgestorven weekdieren uit de klasse van de Gastropoda (slakken). Exemplaren van dit geslacht zijn slechts als fossiel bekend.

## Synoniemen
- Conorbis adamii Bozzetti, 1994 => Genotina adamii (Bozzetti, 1994)
- Conorbis coromandelicus (E. A. Smith, 1894) => Conasprella coromandelica (E. A. Smith, 1894)